# 座旗增五
御夫座62，又名BD+38 1656，HD 51440、SAO 59658、HR 2600，是御夫座的一颗恒星，视星等为6，位于銀經178.64，銀緯17.72，其B1900.0坐标为赤經6h 52m 14s，赤緯+38° 17.72′ 22″。